# Arnoldus Antonius Heeren
Arnoldus Antonius Heeren ('s-Hertogenbosch, 15 oktober 1804 – aldaar, 27 juli 1878) was een liberale advocaat uit 's-Hertogenbosch.
Hij was een zoon van Hermanus Josephus Heeren en Maria Luijckx en studeerde Romeins en hedendaags recht. Heeren trouwde in 1833 te 's-Hertogenbosch met Catharina Henrica van der Pas, zij kregen in ieder geval in 1836 een dochter. Hij werd in 1838 advocaat in 's-Hertogenbosch, en was daar ook vanaf datzelfde jaar lid van de Raad van Toezicht en discipline voor advocaten en zou het later tot deken schoppen.
Van 1846 tot 1848 was Heeren lid van de Provinciale Staten van Noord-Brabant, voor de steden. Hij verliet in 1848 de Provinciale Staten om lid te worden van de Dubbele Kamer (voor Noord-Brabant), ten behoeve van de tweede lezing van de Grondwetswijziging van 1848. Daar voerde hij niet het woord, en stemde hij uiteindelijk voor alle voorstellen tot wijziging.